# オートマン
オートマン（Oatman）は、アメリカ合衆国アリゾナ州のモハーヴェ郡にある国勢調査指定地域。ブラックマウンテンズ
の小規模鉱山集落である。人口は43人（2024年推計）。
1915年に2人の試掘者が1000万ドルの金鉱を掘り当てると、人口は1年の間に3500人以上に急増した。
郵便番号は86433。

## 歴史
1851年、村名の由来となったイリノイ州の少女であるオリーブ・オートマンが、家族で西部侵略する途中、先住民に誘拐され奴隷とされた。
彼女の所有権は後に他の先住民のモハーヴェ人に移った。
彼らはオリーブを娘として扱い、習慣の入れ墨を顔に入れた。
1856年、アリゾナ州のユマ砦で解放された。
1863年、山男と採掘師のジョニー・モスが、ブラックマウンテンズで金を発見し、権利を主張した。
次の半世紀で金採掘の技術は向上し、20世紀初頭にはオートマンに繁栄が齎された。
1902年、郡内最古の2階建て建築のオートマン・ホテルが開業した。
1915年には近隣の統一東部鉱山会社に続き、トム・リード鉱山が開業し、この砂漠の郡に最後のゴールドラッシュを起こした。
1917年までの急成長は他のゴールドラッシュの村と同様だった。
約10年間の間、オートマン鉱山はアメリカ西部で最大の金山だった。
1921年の火事で村内の多くの小さな建物が焼け落ちたが、ホテルは無事だった。
1939年、クラーク・ゲーブルとキャロル・ロンバードが新婚旅行で訪れた事で、更に有名になった。
ゲーブルはこの村を気に入り、採掘者とよくポーカーに興じた。
新婚旅行で泊った部屋はホテルを代表する名所となった。

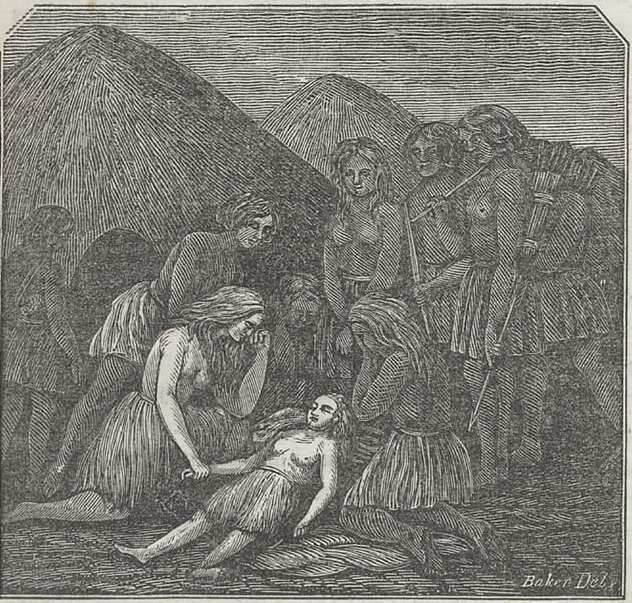
先住民に捕まるオートマンの少女(1857年)

1924年、村の最大の雇用主である統一東部鉱山は金山を永久に閉鎖すると決定した。
それまでに200億円以上の金が採掘された。
1941年までにこの地域は700億円以上の金を生み出したが、戦争で金以外の金属が優先されたため、政府から閉鎖を命じられた。
しかし、オートマンがキングマンとニードルズを結ぶ州道66号線上に有った事は幸いだった。
1953年、両市を結ぶ新しい道路がオートマンを迂回して建設された。
1960年代までに、村は殆ど放棄された。
現在では近隣の遊興都市ラフリンの急速な成長から、観光地となっている。

## 気候
高地砂漠気候に属する。
西のコロラド川低地に比べて、夏冬通してはっきりと涼しい。
- 1936年建設の刑務所
- オリーブ・オートマン・レストラン
- 旧売春宿
- 1915年建設の薬局
- 1902年建設のホテル
- 1921年頃の鉱山と作業所

## 関連文献
- Goudy, Karin, 1987, Life in a Boom Town - Oatman, Arizona, in History of Mining in Arizona, vol.1. Full text: